# 綾瀬貴尋
綾瀬 貴尋（あやせ たかひろ、5月3日 - ）は、日本の男性声優。東京都出身。リマックス所属。

## 略歴
リマックス付属養成所第10期生を経て、リマックスに所属。

## 人物
鳥を飼っており、名前は「しぃちゃん」。
趣味としてバードウォッチング、ランニング、ギター、動物雑学の収集、写真、資格取得、ダンス、料理（鶏料理）、ドライブをそれぞれ挙げている。特技として歌唱（POPS）、動物の世話、利き水をそれぞれ挙げている。
資格として乗馬ライセンス5級、普通自動車免許、普通自動二輪車免許、日本漢字能力検定2級をそれぞれ持つ。

## 出演
太字はメインキャラクター。

### テレビアニメ
2018年
- ソードアート・オンライン オルタナティブ ガンゲイル・オンライン（プレイヤー）

2019年
- ありふれた職業で世界最強（2019年 - 2024年、ハウリア族 男B、男性、オーク、ハウリア族） - 2シリーズ
- ガーリー・エアフォース（米海兵）
- 叛逆性ミリオンアーサー（湯もみくん、男性）
- ロード・エルメロイII世の事件簿 -魔眼蒐集列車 Grace note-（生徒）
- 神田川JET GIRLS

2020年
- アイドリッシュセブン Second BEAT!（番組ディレクター）
- いわかける! - Sport Climbing Girls -（男性D、男性C、観客A、男性B）
- ストライクウィッチーズ ROAD to BERLIN（水兵）
- ご注文はうさぎですか? BLOOM（ウサギ警官）

2021年
- ひげを剃る。そして女子高生を拾う。（居酒屋客、ガヤ）
- ひぐらしのなく頃に卒（村人）
- 86-エイティシックス-（兵士）

2022年
- からかい上手の高木さん3（男子生徒）
- 舞妓さんちのまかないさん（参拝客、お客さん、男子学生）
- 農民関連のスキルばっか上げてたら何故か強くなった。（冒険者たち）
- 陰の実力者になりたくて!（男性）

### ゲーム
- 黒い砂漠（時期不明）
- 白猫プロジェクト（2018年）
- ファイトリーグ（2019年、【SLAPSHOT】イワン・ペギノフ）
- ぷよぷよクエスト（2020年 - 2021年、グリープ[6]、アザウィア[7]）

### 吹き替え
- アイヒマンの後継者 ミルグラム博士の恐るべき告発（アラン）

#### アニメ
- レゴフレンズ 友達とのステキな物語はじまる（ザック）

### テレビドラマ
- ゼロ 一獲千金ゲーム（2018年、日本テレビ）
- ハケン占い師アタル（2019年、テレビ朝日）

### その他コンテンツ
- 長渕剛「TRY AGAIN for Japan」（コーラス参加）
- 水樹奈々「NANA MIZUKI LIVE GRACE -OPUS II-×UNION」（コーラス参加）
- 城崎広告（時沢忍[8]）
- ピザハット WebCM
- モンスターストライク「天使シリーズ第2世代 SPECIAL MOVIE」（モンスター[9]）

### シリーズ一覧
1. ↑  1st season（2019年）、season 3（2024年）